# Salpis sticte
Salpis sticte là một loài bướm đêm trong họ Geometridae.